# Vidám Színpad (Budapest, 2013)
A Vidám Színpad, Budapest népszerű szórakoztató színháza 2013-tól Óbudán, a Bécsi út 154. szám alatt, az EuroCenter épületében tartja előadásait a moziszinten, az első emeleti I. számú moziteremben. A magánszínház repertoárján a Révay utcai Vidám Színpad felújított klasszikus vígjátékai, sikerdarabjai mellett kortárs komédiák és újabb stílusú darabok is helyet kapnak.
Előbb a VI. kerület, Révay utca 18. szám alatt 1951 és 1996 között működött Vidám Színpad néven, fővárosi politikai kabaré, majd mulattató színház. 1997-ben ugyanezen néven hozott létre Budapest önkormányzata egy új színházat ugyanott, a korábbi igazgatóval. Az intézmény azonban a 2000-es évek elejére nagy adósságot halmozott fel, 2003-ra teljesen profilt váltott és társulata is kicserélődött, 2008-tól felvette a Centrál Színház nevet, majd pedig 2017-ben magánosították. Eközben 2004-től a Vidám Színpad szellemiségét a korábbi társulat tagjai utazó színházként, a – később átnevezett – Fogi Színházban tartották életben, mígnem 2013-ban Óbudán, az EuroCenter épületében Böröndi Tamás megnyitotta Straub Dezső vezetésével színpadát. 2020-ban a főigazgató elhunyt, helyét 2021-ben felesége, Götz Anna vette át, majd a kinevezett ügygondnok Akerl Lászlót nevezte ki a pozícióra.

## A Vidám Színpad Óbudán
A 2013. november 5-én kelt A Mosolygó Magyarországért! című közleményben Böröndi Tamás ügyvezető és Straub Dezső művészeti vezető tájékoztatása szerint „az egykori Ős Vidám néhány aktív, megszállott színésze” Új Vidám Színpadként elhatározta, hogy, „új helyen ott folytatja, ahol a régit abbahagyta”. A két igazgató Bodrogi Gyulától tanulta a nevettetés fortélyait, a modern színház működésének alapjait és az ő inspirációi alapján vágtak bele a vállalkozói világba. Az első évadot rajtuk kívül Nyertes Zsuzsa, Harsányi Gábor, Sáfár Anikó, Csala Zsuzsa, Forgács Gábor, Lorán Lenke, Rátonyi Hajni, Verebély Iván, Beleznay Endre, Farkasházi Réka, Fodor Zsóka, Gregor Bernadett, Oszter Alexandra és Várkonyi András neve fémjelezte.
A színház 2015 óta részt vesz a szeptemberi Pozsonyi Pikniken. 2016-ban kapcsolódtak be először aktívan a Színházak Éjszakája programsorozatba és az év márciusban indult el a Vidám Színpad Ifjúsági Tagozata is, ami első előadása A három kismalac című báb-mese musical volt. Több jótékonysági előadást is tartottak. 2017 januárjában Csutka István lett a Vidám Színpad menedzser-igazgatója, az ő nevéhez kötődik a teátrum arculatának megújítása.
Állandó társulat nélküli – a színészek előadásokra szerződnek, a 2018–2019-es évadban például összesen ötvenkét színész játszott náluk – szórakoztató színházként bulvárszínházi produkciókat, zenés komédiákat, vígjátékokat, bohózatokat, és gyermek-előadásokat is láthat műsorán a közönség. Óbudán, az EuroCenter bevásárlóközpont első emeletén, a moziszinten, az I. teremben tartja előadásait. A színházterem 420 fő befogadására alkalmas. Repertoárjukon saját darabjaik szerepelnek, régi felújítandó és kortárs művek egyaránt.
2020-ban a Magyarországon tomboló Covid19-koronavírus-járványban Böröndi Tamás és Straub Dezső szinte egyszerre betegedtek meg, de a művészeti igazgatónak sikerült felgyógyulnia. A színház ügyvezetői feladatait a novemberben elhunyt igazgató özvegye, Götz Anna vette át. A kommunikáció azonban az igazgatók között a temetést követően megszakadt, így Straub Dezső a 2015-ben levédett Budapesti Bulvárszínház néven új színház elindításában gondolkodott, mivel tudomása szerint, az ügyvezető és a volt műszaki igazgató fiatalokkal tervez új bemutatókat. Böröndi Tamás után három örököse maradt: özvegye, Götz Anna mellett az első házasságából született két gyermeke. A Vidám Színpad vezetésére egy ügygondnokot rendeltek ki, aki kinevezte ügyvezetőnek Götz Annát, aki azóta erről lemondott, de örökösként, tulajdonosként továbbra is meghatározó pozícióban maradt, valamint Akerl Lászlót, aki korábban a színház műszaki vezetője volt.
2021. november 1-én a színház web- és Facebook-oldalán jelentették be: a továbbiakban az ügyvezető igazgató Akerl László, művészeti vezetőként Tasnádi Csaba rendező dolgozik a teátrumban, az Eurocenter tavaszi nyitásáig pedig az Óbudai Kulturális Központ ad otthont az előadásoknak. Mindezekről azonban az addigi művészeti vezetőt nem értesítették, felmondást sem küldtek neki, amit a bejegyzés alatt hozzászólás-közleményben tett szóvá, így még tárgyalnak arról, hogy pontosan hogyan alakul a színháznál a sorsa. Az intézmény azonban újabb közleménnyel reagált, miszerint Straub Dezső egyedi megállapodások alapján látta el színészi, rendezői, illetve művészeti vezetői feladatait és bár voltak tárgyalásai a „Vidám Színpaddal” az ott betöltött szerepével és az együttműködés lehetséges feltételeivel kapcsolatban, azok nem vezettek eredményre, ezért nincs fennálló jogviszonya és így az sem állja meg a helyét, hogy ne tudott volna erről, megnyilvánulásai jó hírnév rontók és becsületsértők.

## Örökös tagok
- Csala Zsuzsa (2013)[15]
- Lorán Lenke (2017)[16]

## Társulat (2024/2025)

### Vezetőség
- Művészeti vezetőː Götz Anna
- Ügyvezető igazgató: Akerl László
- Rendezőkː Horgas Ádám, Naszlady Éva, Tasnádi Csaba

### Művészek
- Bach Zsófia
- Bartha Alexandra
- Blahó Gergely
- Császár Angela
- Gálvölgyi János
- Gazdag Tibor
- Gieler Csaba
- Görgényi Fruzsina
- Hrisztov Toma
- Kálid Artúr
- Kiss Péter Balázs
- Kondákor Zsófia
- Menczel Andrea
- Nagyváradi Erzsébet
- Puskás Péter
- Puskás Tivadar
- Pusztaszeri Kornél
- Rák Kati
- Sajgál Erika
- Szabó Máté
- Szakács Tibor
- Szirtes Balázs
- Szőlőskei Tímea
- Vadász Gábor
- Végh Judit
- Venczli Zóra

## Bemutatók
- Joe DiPietro: Szextett
- Gyárfás Miklós - Szabó Tamás: Tanulmány a nőkről
- John Buchan - Alfred Hitchcock: 39 lépcsőfok
- Eric Assous: Szeress, ha bírsz!
- Mike Yeaman: Ha beüt a ménkű!
- Vaszary Gábor: Meg tudom magyarázni….(De ki az a Bubus?!)
- Eisemann Mihály - Halász Imre - Békeffi István: Egy csók és más semmi
- Georges Feydeau: Fel is út, le is út!
- Michael Parker: A szerelmes nagykövet
- Marc Camoletti: Négy meztelen férfi
- Ray Cooney: Apa csak 1 van
- Ray Cooney: Délután a legjobb
- Ray Cooney: Dől a lé, avagy pénz áll a házhoz
- Ray Cooney: Család ellen nincs orvosság
- Robin Hawdon: Forró hétvége
- Robin Hawdon: Tökéletes esküvő
- Philip King: Futóbolondok
- Pierre Barillet – Jean Pierre Gredy – Nádas Gábor - Szenes Iván: A kaktusz virága
- Harsányi Gábor: Csengő-Bongó királyság
- Kovács Robi: A kiskakas gyémánt félkrajcárja
- Pille Tamás: A három kismalac
- Maugli, a dzsungel fia
- Kisherceg

## Előzmények

### Vidám Színpad a Révay utcában
A Vidám Színpad ismert, népszerű művészei
- Abody Béla
- Alfonzó
- Bán Zoltán
- Balogh Erzsi
- Berényi Ottó
- Bodrogi Gyula
- Böröndi Tamás
- Brachfeld Siegfried
- Bus Kati
- Buss Gyula
- Csala Zsuzsa
- Csákányi László
- Csonka Endre
- Dévai Hédi
- Dévényi Cecília
- Dobránszky Zoltán
- Dzsupin Ibolya
- Faragó Vera
- Fejes Teri
- Felföldi Anikó
- Forgács Gábor
- Gálcsiki János
- Géczy Dorottya
- Görbe Nóra
- Gyurkovics Zsuzsa
- Harsányi Gábor
- Hlatky László
- Horváth Gyula
- Horváth Tivadar
- Kabos László
- Kazal László
- Kállay Ilona
- Kellér Dezső
- Kibédi Ervin
- Kósa András
- Lorán Lenke
- Madaras Vilma
- Mihály Marianna
- Nyertes Zsuzsa
- ifj. Pathó István
- Pálos Zsuzsa
- Pongrácz Imre
- Rátonyi Hajni
- Salamon Béla
- Sáfár Anikó
- Simorjay Emese
- Schubert Éva
- Straub Dezső
- Szuhay Balázs
- Tarnay Margit
- Urbán Erika
- Vay Ilus
- Verebély Iván
- Viola Mihály
- Voith Ági
- Zana József
- Zentay Ferenc

Az 1951. szeptember 12-én, a Ki vagytok értékelve című kabaré–összeállítással megnyílt fővárosi Vidám Színpad, politikai, – és főleg a kezdetekben – propaganda célú kabaréműsorokat játszott. A közönség megszólításában fontos feladatuk és szerepük volt a műsorszámokat összekötő konferansziéknak, akik a műsort bevezető, és a műsorszámokat összekötő szövegeket előadták illetve értelmezték. Közülük a Vidám Színpad meghatározó, korszakos személyiségei Kellér Dezső, Darvas Szilárd, Kazal László, Brachfeld Siegfried, Szuhay Balázs és Kósa András voltak. A szórakoztató színház repertoárján kabaréműsorok, bohózatok, egész estét betöltő zenés darabok, vígjátékok szerepeltek. Első igazgatója 1957-ig Gál Péter, főrendezője Hegedűs Tibor volt. Az igazgatói posztot 1958-tól 1967-ig Fejér István újságíró és számos kabaréjelenet írója töltötte be. Róna Tibor 1970-ig, Abody Béla 1975-ig igazgatta színházat. 1976-tól Szalay József, 1982-től Bodrogi Gyula vezette az intézményt. A színház megalakulásától dramaturgja Szenes Iván, díszlet- és jelmeztervezője pedig Vogel Eric volt, aki a Vidám Színpad arculatát évekig meghatározó logójának színes betűtípusát is tervezte. 
Az 1970-es évektől fogva az addig elsősorban kabaréként működő intézmény a egyre inkább repertoár színházzá vált, mígnem Bodrogi Gyula egy új gazdálkodási rendszert vezetett be és vált igazgatása alatt a Vidám Színpad színházzá, amit 1996 végén a Fővárosi Közgyűlés jogutód nélkül megszüntetett és egy új költségvetési intézményre írt ki pályázatot az épületben.
1997. január 1-jével egy új színházként közhasznú társaság alakult Vidám Színpad néven. Vezetésére Bodrogi Gyulát, mint egyetlen pályázót választották meg, aki ettől kezdve 49 százalékban, míg a fővárosi önkormányzat 51 százalékban volt tulajdonosa. Műsorán kabaré, kamaramusical, bohózat, vígjáték, esetleg varieté szerepelt. Ez azonban sem ebben a részben, sem a későbbi teljesen fővárosi tulajdonú színházi konstrukcióban nem volt életképes. 2001-ben az anyagi problémák miatt Bodrogi Gyula lemondott a színház vezetéséről, tulajdonrészét a Fővárosi Közgyűlés 1,75 millió forintért (plusz a névértéket a KSH által hivatalosan közzétett infláció mértékével megtoldva) kivásárolta. A válságkezelő vezető ezután  Bóka B. László színháztörténész, újságíró lett, aki nagy művészi és művészeti átalakításokba kezdett. Ettől kezdve többek között nem állandó társulattal dolgozott, hanem szerepre szerződtek a színészek. Azonban a teátrum adósságállománya egyre csak nőtt. A kulturális kérdésekkel foglalkozó fővárosi képviselők 2003-ban kétszer is elutasították Bóka üzleti tervét és menesztették, majd felkértek két művészt, Kalmár Tibort és Puskás Tamást az ellehetetlenült anyagi helyzetben lévő színház megmentésére vonatkozó koncepciójuk megírására és kiírtak egy pályázatot válságkezelő igazgatói megbízatásra. Az intézmény 2001-es 35 milliónyi adóssága addigra 82 és fél millió forintra nőtt. A 2003–2004-es évadtól Puskás Tamás vette át a Vidám Színpad vezetését, megújította a társulatot, a repertoárt  és a közönséget is. 2008-ban az ő kezdeményezésére a tulajdonos Fővárosi Közgyűlés átnevezte a színházat Centrál Színházra, ami így annak jogutódja maradt az után is, hogy 2017-ben a színházat üzemeltető céget a főváros magánosította – miközben épülete a főváros tulajdonában maradt.

### A Vidám Színpad művészeinek kiválása
2002-ben már felmerült a lehetőség, hogy az 50 éves múltra visszatekintő színház még együtt maradt színészei (Csala Zsuzsa, Faragó Vera, Harsányi Gábor, Maros Gábor, Sáfár Anikó, Úri István, Verebély Iván, Zana József) Fehér Anettka segítségével a Jókai utca 6. szám alatt önállóan működjenek Vidám Színház néven. Ez az elképzelés azonban akkor nem valósult meg, mert a Révay utcai színház akkori vezetése a nagy sajtófigyelem után mégis megállapodott a művészekkel.
Később, miután a Révay utcai színház művészeti profilja teljesen átalakult, a Vidám Színpad egykori társulatának művészeiből alakult egy utazó társulat, amely az egész országot bejárta, életben tartva az általuk képviselt szellemiséget. 2004-től ezért a sem állandó társulattal, sem épülettel nem rendelkező, addig csak gyerekelőadásokat játszó Fogi Színház – Budapesti Bulvárszínház fogadta be őket, ami az után is, hogy az óbudai színház megnyitott, változatlan formában folytatta munkáját, és – fennállásának 15. évében, 2016-tól már Pesti Művész Színház néven, – továbbra is ugyanúgy teret biztosít a bohózatoknak és zenés előadásoknak. Straub Dezső 2013-ban így idézte föl utazó éveiket egy interjúban: „A Vidám Színpad a budapesti kőszínházi állapotát nélkülöző időszakában, tehát az elmúlt tíz évben a Fogarassy András barátunk vezette Budapesti Bulvár színház utazócsapatával tartotta életben a Vidám Színpad szellemiségét.”
2005-ben Zana József mint művészeti vezető, rendező, Kemény Györggyel mint igazgató, Vidám Kabaré néven tervezte a régi kabaréhangulat feltámasztását a Gutenberg Művelődési Központban, a régi „vidámosok” közül többek között Csala és Nyertes Zsuzsával de ez sem valósult meg.
2011–2012-ben újra felmerült egy lehetőség, hogy a Vidám Színpad művészeinek új játszóhelye a Teréz körút 62. szám alatti egykori Szikra mozi épületében valósuljon meg, de ez a terv sem járt sikerrel.
Eközben Böröndi Tamás levédette a Vidám Színpad nevet, az Új Vidám Színpad 2012. február 29-én került lajstromozásra.